# ام‌وی اورتلیوس

{{Infobox ship characteristics
ام‌وی اورتلیوس (به انگلیسی: MV Ortelius) یک کشتی است که طول آن ۹۱٫۲۵ متر (۲۹۹ فوت ۵ اینچ) Length overall می‌باشد. این کشتی در سال ۱۹۸۹ (میلادی)|۱۹۸۹]] ساخته شد.